# فريدريك كاغان
فريدريك كاغان (بالإنجليزية: Frederick Kagan)‏ هو مؤرخ أمريكي، ولد في 26 مارس 1970.

## وصلات خارجية
- فريدريك كاغان على موقع إن إن دي بي (الإنجليزية)